# Вулиці Севастополя
Список вулиць, провулків, проїздів, проспектів і площ Севастополя.

## 0-9
- 1-ша лінія Бомбор
- 1-ша Бастіонна вулиця
- 1-ша Радарна вулиця
- 1-ша Садибна вулиця
- 2-га Бастіонна вулиця
- 2-га лінія Бомбор
- 2-га Радарная вулиця
- 2-га Садибна вулиця
- 3-тя Бастіонна вулиця
- 3-й кілометр Балаклавського шосе
- 3-тя Радарна вулиця
- 3-тя Садибна вулиця
- 4-та Бастіонна вулиця
- 4-та Радарна вулиця
- 5-та Бастіонна вулиця
- 5-та Радарна вулиця
- 5 Грудня вулиця
- 6-та Бастіонна вулиця
- 6-та Радарна вулиця
- 7-та Радарна вулиця
- 9 Січня вулиця
- 50-річчя СРСР площа

## А
- Абрикосова вулиця
- Авдєєва вулиця
- Агатова вулиця
- Азарова Адмірала вулиця
- Айвазовського вулиця
- Акмолинська улица
- Аксютіна вулиця
- Актюбінська вулиця
- Алексакіса вулиця
- Александера вулиця
- Алуштинська вулиця
- Амурська вулиця
- Ангарська вулиця
- Англійський бульвар
- Античний проспект
- Антоненка вулиця
- Арсенальна вулиця
- Артилеристів вулиця
- Астапова алея
- Астраханська вулиця

## Б
- Багрія вулиця
- Бакінська вулиця
- Бакуніної вулиця
- Балаклавська вулиця
- Балаклавське шосе
- Балканська вулиця
- Балтійска вулиця
- Барнаульська вулиця
- Батумська вулиця
- Баумана вулиця
- Бахчисарайська вулиця
- Бєлінського вулиця
- Білоозерська вулиця
- Білостоцька вулиця
- Бірюльова вулиця
- Блюхера вулиця
- Богданова вулиця
- Борисова вулиця
- Бородінська вулиця
- Босфорська вулиця
- Боцманська вулиця
- Братська вулиця
- Брестська вулиця
- Брянська вулиця
- Будьонного вулиця
- Будіщева вулиця
- Бутакова вулиця
- Бутирська вулиця
- Будівельна вулиця

## В
- Вакуленчука вулиця
- Варшавська вулиця
- Ватутіна вулиця
- Велика Морська вулиця
- Весняна вулиця
- Вітебська вулиця
- Вишнева вулиця
- Владимирська вулиця
- Владимирського Адмірала вулиця
- Вокзальна вулиця
- Волзька вулиця
- Володарського вулиця
- Володі Дубініна вулиця
- Водоп'янова спуск
- Волочаєвська вулиця
- Волинська вулиця
- Воронезька вулиця
- Вороніна вулиця

## Г, Ґ
- Гавена вулиця
- Гагаріна проспект
- Гайдара вулиця
- Гвардійська вулиця
- Генуезька вулиця
- Героїв Бреста вулиця
- Героїв Підводників вулиця
- Героїв Севастополя вулиця
- Героїв Сталінграда проспект
- Гідрографічна вулиця
- Глухова вулиця
- Гоголя вулиця
- Годлевського вулиця
- Горпищенка вулиця
- Горького вулиця
- Готська вулиця
- Громадянська вулиця
- Гранатна вулиця
- Грибоєдова вулиця
- Громова вулиця
- Гусєва вулиця

## Д
- Давня вулиця
- Дальня вулиця
- Даші Севастопольської вулиця
- Декабристів вулиця
- Делегатская вулиця
- Демидова вулиця
- Дерюгіної Жені вулиця
- Джанкойська вулиця
- Дзержинського вулиця
- Дзигунського вулиця
- Дибенка вулиця
- Димитрова вулиця
- Дитячий провулок
- Дмитра Ульянова вулиця
- Дніпровська вулиця
- Добролюбова вулиця
- Донська вулиця
- Драчука вулиця
- Дроздова вулиця
- Дубініна Володі вулиця
- Дунайська вулиця
- Дундича Олеко вулиця

## Е, Є
- Єгерська вулиця
- Єлецькая вулиця
- Єрошенка вулиця
- Єфремова вулиця

## Ж
- Железнякова вулиця
- Жерве вулиця
- Жовтнева вулиця
- Жидилова Генерала вулиця
- Жовтневої Революції проспект
- Жукова Василя вулиця

## З
- Загородна балка
- Загорулько вулиця
- Закамчатская вулиця
- Запорізька вулиця
- Захарова площа
- Зелена вулиця
- Зеленогірська вулиця
- Зої Космодем'янської вулиця

## И, І, Ї, Й
- Івана Голубця вулиця
- Ігнатія Шевченка вулиця
- Індустріальна вулиця
- Інженерна Балка вулиця
- Інженерна вулиця
- Інкерманська вулиця
- Істоміна вулиця
- Іванова вулиця

## К
- Каліча вулиця
- Каманіна вулиця
- Каштанова вулиця
- Керченська вулиця
- Кесаєва вулиця
- Киянченка вулиця
- Крилова Академіка вулиця
- Ковпака вулиця
- Козача вулиця
- Колобова вулиця
- Коломійця Генерала вулиця
- Комишове шосе
- Коробкова вулиця
- Котовського вулиця
- Коцюбинського вулиця
- Кошового Олега вулиця
- Крейзера Генерала вулиця
- Крестовського вулиця
- Кряжева вулиця
- Курганна вулиця
- Кулакова вулиця
- Куликове Поле вулиця
- Курчатова вулиця

## Л
- Лабораторне шосе
- Лебедя Генерала вулиця
- Леваневського вулиця
- Леніна вулиця
- Луначарського вулиця
- Люксембург Рози вулиця
- Льотчиків вулиця

## М
- Макаренка вулиця
- Макаренка провулок
- Макарова Адмірала вулиця
- Маринеско вулиця
- Матюхіна вулиця
- Мельника Генерала вулиця
- Михайлова Бориса вулиця
- Міське шосе
- Мічуріна вулиця
- Мокроусова вулиця
- Музики Миколи вулиця
- Меньшикова вулиця

## Н
- Нахімова проспект
- Новікова вулиця
- Новоросійська вулиця

## О
- Оборонна вулиця
- Одеська вулиця
- Одинцова вулиця
- Оздоровча вулиця
- Океанська вулиця
- Октябрьського Адмірала вулиця
- Оношко Алли вулиця
- Острякова Генерала проспект
- Охтирська вулиця
- Очаківців вулиця

## П
- Петрова Генерала вулиця
- Петрової Галини вулиця
- Петровський узвіз
- Пирогова вулиця
- Повсталих вулиця
- Повсталих площа
- Пожарова вулиця
- Портова вулиця
- Правди вулиця
- Пластунська вулиця
- Прокопенко Галини вулиця

## Р
- Радянська вулиця
- Радянська Балка вулиця
- Рев'якіна вулиця
- Рєпіна вулиця
- Родіонова Генерала вулиця
- Руднєва вулиця
- Рябова вулиця

## С
- Сапунгорська вулиця
- Сенявіна вулиця
- Симонка вулиця
- Сладкова вулиця
- Степаняна вулиця
- Столетовський проспект
- Суворова вулиця
- Східна вулиця

## Т
- Вулиця Терлецького
- Вулиця Токарєва
- Вулиця Тарутинський

## У
- Урожайна вулиця
- Углицька вулиця

## Ф
- Фадєєва Адмірала вулиця
- Федорівська вулиця
- Фіолентовське шосе
- Вулиця Фрунзе

## Х
- Хабаровська вулиця
- Харківська вулиця
- Харченка вулиця
- Херсонська вулиця
- Хмельницького Богдана вулиця
- Хрульова вулиця
- Хрустальова вулиця
- Хрущова вулиця
- Хрюкіна Генерала вулиця

## Ц
- Циганкова вулиця
- Цимлянська вулиця
- Ціолковського вулиця

## Ч
- Чапаєва вулиця
- Частника вулиця
- Челнокова вулиця
- Чернишевського вулиця
- Чесменська вулиця
- Чорноріченська вулиця

## Ш, Щ
- Шабаліна вулиця
- Шатурська вулиця
- Шварца вулиця
- Шевкопляса вулиця
- Шевченка вулиця
- Шестакова узвіз

## Ю
- Юмашева Адмірала вулиця
- Юферова провулок

## Я
- Ясная вулиця
- Якутська вулиця

## Вулиці, названі на честь полків
Низка вулиць міста в різний час були названі на честь полків, які відзначилися під час першої оборони фортеці 1854—1855 років. Зокрема: Білостоцька, Білоозерська, Брянська, Бородінська, Брестська, Бутирська, Владимирська, Вітебська вулиця, Волинська, Вологодська, Єлецька, Дніпровська, Закамчатська, Костромська, Казанська, Литовська, Ладозька, Модлинська, Мінська, Могильовська, Московська, Муромська, Оленецька, Одеська, Орловська, Селенгінська, Суздальська, Севська, Смоленська, Полтавська, Полоцька, Томська, Татуринська, Чернігівська, Углицька, Якутська.
Не всі вулиці міста зберегли назву.